# Michael Engler der Jüngere

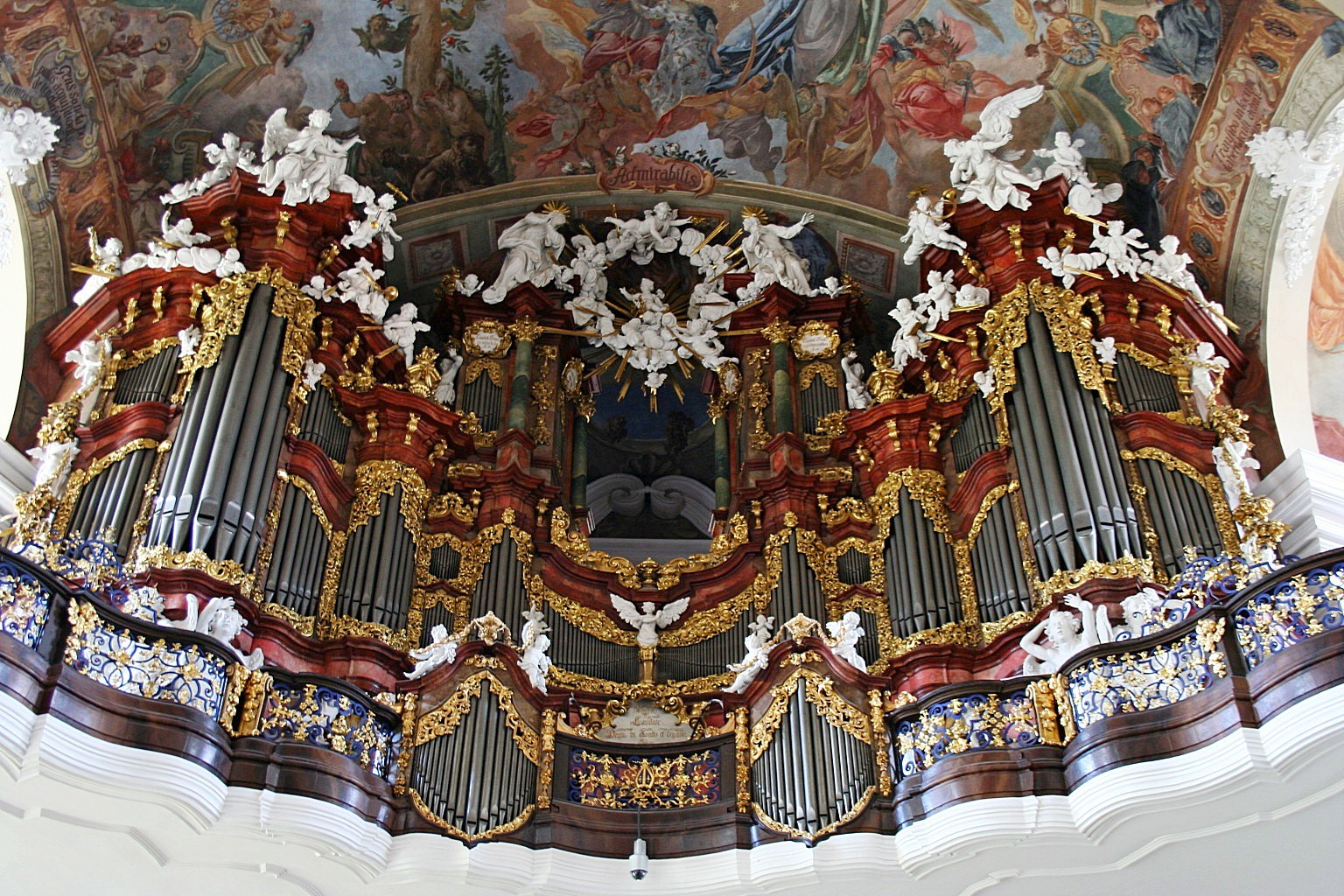
Orgelempore in der Klosterkirche Grüssau

Michael Engler der Jüngere (* 6. September 1688 in Breslau, Fürstentum Breslau; † 15. Januar 1760 ebenda) war der berühmteste Vertreter einer Breslauer Familie von Orgelbauern.

## Leben
Sein Vater, der Breslauer Orgel- und Instrumentenbauer Michael Engler der Ältere (um 1650–um 1720), war der Sohn eines Neusiedler Ratsherrn und Stadttischlers. Michael Engler d. J. erwarb 1723 das Breslauer Stadtrecht. Sein Sohn Gottlieb Benjamin (1734–1793) sowie sein Enkel Johann Gottlieb Benjamin (1775–1829) wirkten ebenfalls als Orgelbauer in Breslau.

## Orgeln (Auswahl)
Michael Engler d. J. erbaute etwa 40 Orgeln, davon vier mit drei Manualen.
Erhalten sind Orgeln in Olomouc (Olmütz) in Mähren, Krzeszów (Grüssau), Pasikurowice (Paschkerwitz) in Niederschlesien und Kije (vorher Reichenstein) in Heiligkreuz, sowie eine zugeschriebene in Święciechowa (Schwetzkau), jeweils fettgedruckt.
| Jahr      | Ort                                           | Gebäude                                                        | Bild | Manuale | Register | Bemerkungen |
| --------- | --------------------------------------------- | -------------------------------------------------------------- | ---- | ------- | -------- | --- |
| 1719      | Oels (Oleśnica)                               | Schlosskirche St. Johannes, heute Basilika                     |      |         |          | Umbau für 430 Taler, danach einige Umbauten und Erweiterungen, Teile des Prospekts und der Orgel des 17./18. Jahrhunderts erhalten. |
| 1720/21   | Oels (Oleśnica)                               | Evangelische Propsteikirche, heute Kirche St. Marien und Georg |      | I/P     | 12       | erster bekannter Neubau, 210 Taler für Prospekt erhalten; 1939 Restaurierung durch Sauer, 1945 zerstört |
| 1721/22   | Breslau (Wrocław)                             | St. Hieronymus                                                 |      |         |          | |
| 1721/22   | Mittelwalde (Międzylesie)                     | Kirche                                                         |      |         |          | |
| 1721/22   | Zindel (Grodków)                              | Kirche                                                         |      |         |          | |
| 1722/24   | Breslau (Wrocław)                             | St. Salvator                                                   |      |         |          | 1854 durch Brand vernichtet |
| 1723      | Karoschke (Kuraszków)                         | Evangelische Kirche                                            |      |         |          | |
| 1723/24   | Bielwiese, Landkreis Wohlau (Wielowieś)       | Evangelische Kirche                                            |      |         |          | |
| 1723/25   | Ohlau (Oława)                                 | Polnische Kirche                                               |      |         |          | |
| 1725      | Hünern, Landkreis Trebnitz, (Psary)           | Evangelische Kirche                                            |      |         |          | |
| 1725      | Peterwitz, Landkreis Trebnitz                 | Evangelische Kirche                                            |      |         |          | |
| 1725/26   | Trebnitz (Trzebnica)                          | Evangelische Kirche                                            |      |         |          | Erweiterung |
| 1724/30   | Brieg (Brzeg)                                 | St. Nikolai, evangelisch                                       |      | III/P   | 52       | |
| 1728      | Linden bei Brieg (Lipki)                      | Kirche                                                         |      |         |          | |
| 1732      | Doberle, Landkreis Oels (Dobra)               | Kirche                                                         |      |         |          | |
| 1732/36   | Grüssau (Krzeszów)                            | Klosterkirche Mariengnade                                      |      | III/P   | 53 (50?) | 1873/74 Umbau durch Schlag & Söhne, 2007 Restaurierung und Rekonstruktion der Engler-Orgel durch Jehmlich – Orgel |
| 1733      | Posen (Poznań)                                | Dominikanerkirche                                              |      |         |          | |
| 1734      | Müglitz (Mohelnice), Nordmähren               | Kirche                                                         |      |         |          | |
| 1734      | Reichenstein (Złoty Stok)                     | Evangelische Kirche                                            |      | I/P     | 14       | Neu- oder Umbau, Inschrift Michael Engler Orgel- und Instrumentenbauer aus Breslau 1734, um 1900/10 Erweiterung von Schlag & Söhne auf II/P, 19 mit pneumatischer Traktur, 9 Engler-Register und Prospekt erhalten, nach 1946 Verkauf nach Kije, Woj. Heiligkreuz, 2000 Restaurierung |
| 1736/37   | Mühlwitz, Landkreis Oels                      | Kirche                                                         |      |         |          | |
| 1736/39   | Kosten (Kościan)                              | Kirche                                                         |      |         |          | |
| 1737      | Schwanowitz, Landkreis Brieg (Zwanowice)      | Kirche                                                         |      |         |          | |
| 1737      | Oels (Oleśnica)                               | Katholische Kirche                                             |      |         |          | |
| 1737      | Groß-Hammer, Landkreis Trebnitz (Kuźniczysko) | Kirche                                                         |      |         |          | |
| 1739      | Breslau (Wrocław)                             | Begräbniskirche                                                |      |         |          | |
| 1740–1745 | Olmütz (Olomouc), Mähren                      | St. Mauritius                                                  |      | III/P   | 44       | 1959–1971 erweitert auf V/P, 135, seitdem größte Orgel Tschechiens – Orgel |
| 1741–1747 | Poznań (Posen)                                | Franziskanerkirche St. Antonius von Padua                      |      | II/P    | 35       | erhielt 3.320 Thaler, 1945 mit Kirchenschiff verbrannt |
| 1746–1752 | Schwetzkau (Święciechowa)                     | Kirche St. Jakob                                               |      |         | 28       | vermutete Urheberschaft Englers, erhalten |
| 1749      | Paschkerwitz (Pasikurowice)                   | Katholische Kirche, heute St. Josef                            |      | I/P     | 14       | 1839 Umbau durch Robert Müller aus Breslau, erhalten |
| 1750/61   | Breslau (Wrocław)                             | St. Elisabeth                                                  |      | III/P   | 54       | 1976 durch Brand zerstört, 2018 Wiedereinweihung der Orgelempore, Rekonstruktion der Orgel geplant (Foto Modell) Wiedereinweihung der rekonstruierten Orgel am 27. Januar 2022 |